# Ореске
Ореске (на словашки: Oreské) е село в окръг Скалица, Търнавски край, Западна Словакия. Населението му е 387 души.
Разположено е на 244 m надморска височина, на 14 km югоизточно от град Скалица. Площта му е 3,73 km². Кмет на селото е Ондрей Микуш.